# Aurora (Dakota del Sur)
Aurora es un pueblo ubicado en el condado de Brookings en el estado estadounidense de Dakota del Sur. En el Censo de 2010 tenía una población de 532 habitantes y una densidad poblacional de 449,47 personas por km².

## Geografía
Aurora se encuentra ubicado en las coordenadas 44°16′56″N 96°41′12″O / 44.28222, -96.68667. Según la Oficina del Censo de los Estados Unidos, Aurora tiene una superficie total de 1.18 km², de la cual 1.18 km² corresponden a tierra firme y (0%) 0 km² es agua.

## Demografía
Según el censo de 2010, había 532 personas residiendo en Aurora. La densidad de población era de 449,47 hab./km². De los 532 habitantes, Aurora estaba compuesto por el 95.49% blancos, el 0% eran afroamericanos, el 2.63% eran amerindios, el 0.19% eran asiáticos, el 0% eran isleños del Pacífico, el 0% eran de otras razas y el 1.69% pertenecían a dos o más razas. Del total de la población el 0.94% eran hispanos o latinos de cualquier raza.